# ベース・ミュージック
ベース・ミュージック (Bass music) はクラブミュージックのジャンルの一つ。かつてはヒップホップのジャンルのひとつで、低音部を極端に強調したサウンドと速いBPMが特徴のマイアミ・ベース、アトランタ・ベースを指していた。その後、ドラムンベースやダブステップ、トラップなど、イギリス発祥のクラブミュージックのジャンルを指すケースも見られるようになった。

## 歴史
ドラムにはブレイクビーツが多用されているが、マイアミ・ベースの場合はリズムマシン（ローランド社のTR-808）が用いられる。これはTR-808のバスドラムの音圧が高いからである。
マイアミ・ベースは80年代後半にアメリカ・マイアミで生まれた。ヒップホップに比べラップ部分は比較的単純で、セックスをテーマにしたものが多い傾向にある。女性の喘ぎ声のサンプルが配される事も多い。
代表的なアーティストに、ルークと2ライヴ・クルー、サー・ミックス・ア・ロット、タッグ・チーム、DJマジック・マイクらがいる。
90年代中盤にはアトランタでも流行、マイアミ・ベースに比べR&B色が強く、歌ものの楽曲も多い。
ジャーメイン・デュプリのソーソーデフ・レコーディングスよりリリースされたアルバム『So So Def Bass all stars』からシングル・カットされたINOJ『Time after time』がヒットとなった。

## クラブミュージック
トラップにメロディックで心地よいシンセ音を入れ、キャッチーながら未来的な音のフューチャー・ベースといった新たなベース・ミュージックのサブジャンルも生まれ、日本でも中田ヤスタカ、DEAN FUJIOKA、2019年には宇多田ヒカル（Skrilexと共作）などが楽曲を発表している。
イギリス発祥で、２stepやUKガラージから発展した、重低音でリズミカルなベース音が特徴的なジャンルの包括的な総称。
サブジャンルとしてドラムンベース、ダブステップ、トラップ、ベース・ハウス、グライムなどが含まれる。2000年代半ば頃から、こうしたサブジャンルをまたいでミックスするDJたちにより呼称されるようになった。
2010年代からはイギリスにとどまらず、EDMブームとともに世界的に知れ渡った。2010年代中頃にはメインストリームEDMの似たようなビートに聴き飽きた若者に、ベース・ミュージックの多様でジャンルレスな音が受け、大型フェスなどでも、トラップやダブステップをかけるDJが増えた。
ベース・ミュージックはUKベースと同義語であるが、もはや世界中でブームとなり、DJスネイク（フランス出身）、Skrilex、Jauz（共にアメリカ出身）、アリソン・ワンダーランド（オーストラリア出身）など、世界中からヒットが産まれだし、トップチャートやヒップホップチャートにもベース・ミュージックの影響が見受けられるようになった。